# Pulo Milo
Pulo Milo, également typographié Pulomilo, est une île de l'archipel des Nicobar dans le golfe du Bengale faisant partie du groupe des îles du sud.

## Géographie
L'île mesure 1,2 km de longueur et 0,7 km de largeur maximales pour une superficie de 1,3 km2. Elle est située à 4 km au nord de la Petite Nicobar.